# Pieris phillyreifolia
Pieris phillyreifolia är en ljungväxtart som först beskrevs av William Jackson Hooker, och fick sitt nu gällande namn av Dc. Pieris phillyreifolia ingår i släktet buskroslingar, och familjen ljungväxter. Inga underarter finns listade i Catalogue of Life.